# Porsche RS Spyder
Porsche RS Spyder – samochód wyścigowy firmy Porsche wytwarzany w latach 2005–2008, zbudowany jako tzw. prototyp Le Mans. Model ten odnosił znaczące sukcesy w USA, gdzie używany był przez team Penske Racing w wyścigach ALMS. W sezonie 2006 zwyciężył w kategoriach najlepszy kierowca, najlepszy team oraz mistrzostwie producentów. Modelem RS Spyder marka Porsche powróciła na tory wyścigów długodystansowych, najpierw wersją z 2005 roku, potem 2006 i wreszcie 2007.